# عشق‌لرزه
عشق‌لرزه، نام نمایشنامه‌ای است نوشتهٔ اریک امانوئل اشمیت، نویسندهٔ فرانسوی. نام اصلی نمایشنامه (La tectonique des sentiment) است که در فارسی به شکل تحت‌اللفظی «زمین‌ساخت احساسی» معنا می‌دهد اما مترجم کتاب نام «عشق‌لرزه» را برای عنوان ترجمه‌اش برگزیده است.
اشمیت، کتاب را با الهام از داستان «ژاک قضا و قدری و اربابش» اثر دنی دیدرو نوشته است.
این کتاب در سال ۱۳۸۷ با ترجمهٔ شهلا حائری توسط نشر قطره در تهران به چاپ رسیده است.

## پیرنگ
داستان از آنجا آغاز می‌شود که دیان که وکیل مجلس فرانسه است و پیش از این یک بار ازدواج کرده و از همسرش جدا شده است در ارتباط عاشقانهٔ دیگری به شور عشق ریشارد نسبت به خود شک می‌کند و این شک را با ریشارد مطرح می‌کند.

ریشارد که چندبار از دیان خواستگاری کرده و پاسخ منفی شنیده است ناباورانه می‌گوید که دیگر تمایلی به ادامهٔ ارتباط با دیان ندارد.

دیان، سرخورده از این پاسخ، از الینا که یک روسپی زیبا و جوان رومانیایی است که غیرقانونی در پاریس مشغول به کار است می‌خواهد تا در عوض دریافت مدارک اقامت، با ریشارد وارد ارتباطی عاشقانه شود چون ریشارد به سرطان دچار است و تا چند ماه دیگر خواهد مرد اما ریشارد نباید از گذشتهٔ الینا چیزی بفهمد و اینکه به سرطان دچار است و الینا باید در اجرای این نقشه، از ردیکای ۵۵ ساله در نقش مادر خود کمک بگیرد.

در ادامه ریشارد عاشق الینا می‌شود اما ردیکا، مانع نزدیکی ریشارد به الینا می‌گردد. ریشارد از شدت اندوه، مدتی به آفریقا سفر می‌کند تا شاید آتش عشقش کمرنگ شود اما نمی‌تواند و باز می‌گردد و با الینا ازدواج می‌کند.

دیان از سر حسادت، گذشتهٔ الینا را برای ریشارد آشکار می‌کند و ریشارد، الینا را ترک می‌کند در حالی که الینا واقعاً عاشق ریشارد است.

ردیکا به ریشارد می‌گوید که او به سرطان دچار است و خودش خبر ندارد. ریشارد که نگران شده است آزمایش می‌دهد و زمانی که می‌فهمد سالم است با الینا قرار می‌گذارد تا به او بگوید که سرطان ندارد. ریشارد وقتی خوشحالی حقیقی الینا از فهمیدن این موضوع را می‌فهمد، به زندگی با الینا بازمی‌گردد.

دیان و ریشارد در انتها با هم گفتگو می‌کنند و دیان اعتراف می‌کند که به علت غرور و خودخواهی با اینکه عاشق ریشارد بوده، از او دربارهٔ شور و گرمای عشقش به خود پرسیده است و خود مقصر تمام شدن ارتباط عاشقانه‌اش با ریشارد است.